# Сенная (Забайкальский край)
Сенная — село в Нерчинском районе Забайкальского края России. Входит в состав сельского поселения «Кумакинское».

## География
Село находится в центральной части района, на правом берегу реки Нерча, на расстоянии примерно 9 км (по прямой) к северо-западу от города Нерчинск, административного центра района.
Климат
Климат характеризуется как резко континентальный, с продолжительной холодной зимой. Средняя температура самого тёплого месяца (июля) составляет 18 — 20 °С (абсолютный максимум — 38 °С). Средняя температура самого холодного месяца (января) — −28 — −30 °С (абсолютный минимум — −54 °С). Годовое количество осадков — 300—350 мм. Продолжительность безморозного периода составляет 100—110 дней.
Часовой пояс
Село Сенная, как и весь Забайкальский край, находится в часовой зоне МСК+6. Смещение применяемого времени относительно UTC составляет +9:00.

## История
Основано в 1920 году. В 1961 году в селе построена молочно-товарная ферма.

## Население
| 2010 | 2021 |
| ---- | ---- |
| 72   | ↗74  |

Половой состав
По данным Всероссийской переписи населения 2010 года, в гендерной структуре населения мужчины составляли 51,4 %, женщины — соответственно 48,6 %.
Национальный состав
Согласно результатам переписи 2002 года, в национальной структуре населения русские составляли 99 % из 118 чел.

## Улицы
Уличная сеть села состоит из одной улицы (ул. Луговая).